# Laura Bertram
Pour les articles homonymes, voir Bertram.
Laura Bertram est une actrice canadienne née le 5 septembre 1978 à Toronto (Canada).

## Filmographie

### Cinéma
- 1998 : Elimination Dance (court métrage) de Bruce McDonald :
- 2004 : 1974 (court métrage) de Tammy Bannister : Girl
- 2005 : A Nice Cup of Tea (court métrage) de Bob Fugger :
- 2008 : Control Alt Delete (en) de Cameron Labine : Sarah
- 2008 : Toxic Skies de Andrew C. Erin (en) : Anna
- 2010 : Gunless (en) de William Phillips : Miss Alice
- 2010 : Punkin (court métrage) de Adam Dent : Laura Lippy
- 2011 : Traveling at the Speed of Life de Brent Crowell : Josee
- 2011 : 50/50 de Jonathan Levine : Claire
- 2012 : Random Acts of Romance de Katrin Bowen : Holly

### Télévision

#### Téléfilms
- 1993 : Family Pictures (en) de Philip Saville : Nina (12-15)
- 1996 : The Boys Next Door (en) de John Erman : Cashier
- 1996 : Night of the Twisters de Timothy Bond : Stacey Jones
- 1996 : Le Prix du silence (Sins of Silence) de Sam Pillsbury : Carrie
- 1997 : Platinum de Bruce McDonald : Jessica Webb
- 1999 : La Terre des passions (Seasons of Love) de Daniel Petrie : Judith Brewster
- 1999 : Dear America: So Far from Home : Mary Driscoll
- 2006 : Pour te revoir un jour (Murder on Pleasant Drive) de Michael Scott : Janice II
- 2006 : Rattrapée par son passé (Veiled Truth) de Monika Mitchell : Kimberly
- 2008 : Mariée à tout prix (Bridal Fever) de Ron Oliver : Tina
- 2010 : The Good Witch de Craig Pryce : Betty
- 2010 : The Cult de Kari Skogland : Dina
- 2018 : Coup de foudre sur les pistes (Winter's Dream) de David Winning : Lindsay (VF : Sarah Barzyk)

#### Séries télévisées
- 1993 : Kung Fu, la légende continue (Kung Fu: The Legend Continues) : Valérie jeune
- 1993 : Street Legal (en) : Karen Brandis
- 1994 : Les Contes d'Avonlea (Adeline Hodgson) : Karen Brandis
- 1992 et 1995 : Fais-moi peur ! (Are You Afraid of the Dark?) : Amanda Cameron / Laurel
- 1993-1997 : Ready or Not (en) : Amanda Zimm
- 1997 : Wind at My Back (en) : Suzanne Nelson
- 1997 : Fast Track : Laurie
- 1997 : Deepwater Black (en) : Aurora
- 1997 : Lexx : Tiji Rota
- 2000-2005 : Andromeda (Gene Roddenberry's Andromeda) : Trance Gemini
- 2001 : Soul Food : Les Liens du sang : Melissa Greene
- 2007 : Robson Arms (en) : Chris Colton
- 2010 : Supernatural : Corey's Roommate
- 2011 : Once Upon a Time : Donna (Saison 1 - Épisode 5 : La Petite Voix de la conscience)
- 2014 : Le cœur a ses raisons (When Calls the Heart) : Mary Dunbar
- 2014 : Arctic Air : Megan